# Begonia minor
Espèce
Synonymes
- Begonia nitida Aiton[1]
- Begonia obliqua L'Hér.[1]
- Begonia pulchra A.DC.[1]
- Begonia speciosa A.DC.[1]

Begonia minor est une espèce de plantes de la famille des Begoniaceae. Ce bégonia est originaire de la Jamaïque. L'espèce fait partie de la section Begonia. Elle a été décrite en 1787 par Nikolaus Joseph von Jacquin (1727-1817). L'épithète spécifique minor signifie « plus petit ».

## Répartition géographique
Cette espèce est originaire du pays suivant : Jamaïque.